# 87088 Joannewheeler
87088 Joannewheeler è un asteroide della fascia principale. Scoperto nel 2000, presenta un'orbita caratterizzata da un semiasse maggiore pari a 2,3328912 au e da un'eccentricità di 0,2436102, inclinata di 4,00549° rispetto all'eclittica.